# نور عيني (مسلسل)
نور عيني مسلسل كويتي درامي اجتماعي عن قصة عبد العزيز المسلم وسيناريو وحوار فاطمة الصولة وشارك في التأليف سامي العلي وفي المساهمة الدرامية علي فريج وإنتاج مسرح السلام وإخراج البيلي أحمد. يتكون المسلسل من 31 حلقة وقد عرض للمرة الأولى في 2009 على قناة الوطن ثم تم عرضه على قنوات فضائية أخرى مثل إم بي سي، السعودية، الجزائر، ليبيا، واللورد. شارك المسلسل في مهرجان كان في فرنسا ومهرجان القاهرة للإعلام العربي.
تدور أحداث المسلسل حول كيفية سيطرة المظاهر على حياة البشر من دون الالتفات إلى الأمور الجوهرية. يقوم ببطولة المسلسل أحمد الصالح، جاسم النبهان، عبد العزيز المسلم، زينة كرم، حسين المنصور، سلمى سالم، وآخرون.

## التصوير والإنتاج

### ما وراء الكواليس
قرر عبد العزيز المسلم قيادة فريق عمل تأليف المسلم قبل التصوير بعام كامل ويضم الفريق أيضا فاطمة الصولة، علي الفريج، وسامي العلي. قامت شركة مسرح السلام بإنتاج المسلسل. تم تصوير المشاهد في الكويت وسويسرا وبولندا وألمانيا والنمسا. شعر عبد العزيز المسلم بالخوف من صعود قمة جبال الألب بالإضافة إلى مشهد آخر سيصعد فيه إلى المروحية. أثناء التصوير في الدول الأوروبية كان العمل يبدأ من الساعة الثامنة صباحا حتى التاسعة مساء وتم الاستعانة بفريق كامل من المتخصصين في التزحلق علي الجليد من اجل أن تسير الأحداث بشكل طبيعي. بسبب أن العمل يتطلب الكثير من التجهيزات والاتفاقات فقد استغرق القائمون على العمل وقتا طويلا لكي يحصلوا على الموافقات من النمسا للتصوير في زالامسي كما استغرقوا وقتا طويلا في انتظار وصول أجهزة جديدة للتصوير والمؤثرات التصويرية التي استخدت في التصوير وهذا ما سبب الرئيسي لعدم عرضه في شهر رمضان وتم التعاقد مع إحدى الشركات الكبيرة المتخصصة في التصوير بالطائرات وهي الشركة التي قامت بتصوير أحد أفلام جيمس بوند.
قالت هدى حسين أنها رفضت العمل في المسلسل بسبب عدم اتفاقها على بعض الأمور.

### تصريحات طاقم العمل
بعد انتهاء التصوير قال عبد العزيز المسلم أن العمل سيناقش العديد من القضايا الإنسانية التي لها متابعيها من داخل وخارج الكويت وسيتم التطرق إلى حياة الاثرياء بشكلها الحقيقي وتناول متانة التاجر الكويتي وعطاءه لبلده خلافاً لبعض المنتجين الذين يعتب عليهم لإساءتهم لهذه الطبقة التي شاركت وما زالت تشارك في تنمية الاقتصاد الكويتي وقالت سلمى سالم أن شخصيتها ستكتسب صفة الجدية والحدة في التعامل من أجل استرداد الحقوق فقط وطرق الجانب الإيجابي. أعرب عبد العزيز الحداد عن سعادته بهذا الدور كونه يعيد إلى الذاكرة ولأذهان الجمهور بداياته في مجال الفن عندما قدم مسلسل الدكتور الذي عاد من الغربة ويصطدم بالواقع المختلف لطموحه وخبراته التي يحاول صقلها في شركة والده ويقول الحداد لن يكون دوري متسلط بقدر ما أصر على طرح افكاري لتطوير الشركة من وجهة نظري كأنسان متعلم ويقيس الامور من عدة زوايا. أشار المخرج البيلي أحمد أنه سيفاجئ الجمهور بعمل رومانسي بحت يتخلله طرح قضايا محكومة بالعادات والتقاليد الخليجية والعربية الأصيلة. قالت راندا دياب التي كانت تخوض تجربتها التمثيلية الأولى أنها واجهت صعوبات ومنها الوقوف أمام الكاميرا وتأدية المشاهد خاصة أمام عبد العزيز المسلم لأنها غير معتادة على الأضواء والشهرة. قالت زينة كرم أنها بذلت جهودا كبيرة وتفرغت له تماما خصوصا أن شركة مسرح السلام شركة محترمة وأضافت لها الكثير لأن الموضوع جيد ومستوى تنفيذه عال ومتقن. قال محمد الوادي أنه يجسد شخصية جديدة وهي حسام شملان وأبرز ملامحها أنه بعد عودته للكويت يقع في حب نور الفهيم. قالت نادية العاصي أنها بذلت جهود من أجل انجاح المسلسل وأضافت أن أجمل ما في هذا العمل هو التلوين في شخصيتها الشريرة. قال جاسم النبهان أنه يقوم بدور جديد لم يقدمه من قبل والدور يربط العلاقة ما بين الجيل القديم والجيل الحالي وكيفية المحافظة على تاريخ الآباء والأجداد.

## القصة
نور ابنة رجل الأعمال الكبير مبارك الفهيم تبلغ من العمر 24 سنة وحاصلة على شهادة الماجستير في إدارة الأعمال تعمل مع والدها في إدارة الاستثمار حيث استطاعت تحقيق نجاح باهر ولكن تسيطر عليها فكرة المظاهر والشكل الخارجي على حساب المخابر والشكل الداخلي على عكس والدها المتواضع على الرغم من غناه. مبارك لديه ولدان وهما خالد المتزوج والمقيم في الولايات المتحدة الأمريكية ولديه ولد وبنت وشهاب الطبيب الذي يعمل في مستشفى حكومي من أجل مساعدة الفقراء وابنة أخرى هي نجاة المتزوجة عن طريق علاقة حب ببدر وأنجبا ولد (ناصر) وبنت (نادية). في المقابل نشاهد أسرة فقيرة مكافحة تتكون من الأخ الأكبر عبد الله سالم المهندس في وزارة الأشغال والمتفرغ لتربية أختيه منى المتزوجة من السكير عبد الإمام ولديها منه ولدان وهما محمد وأحمد والأخرى فوز التي تعمل طبيبة في نفس المستشفى الذي يعمل فيه شهاب. يقرر شهاب التقدم للزواج من شوق على الرغم من محاولة زميلتهما في العمل نادية إفساد هذا الأمر ولكنه يتم. يتقدم قتيبة للزواج من نور ولكنها ترفضه بسبب بشاعة منظره وتنجذب إلى رجل الأعمال الصغير حسام شملان بسبب شكله الخارجي الجذاب وفي نفس الوقت وبسبب الزيارات العائلية وانتشار صورها في الجرائد يعجب عبد الله بنور ويحلم بالزواج منها ولكنه يتراجع في اللحظة الأخيرة لعلمه بنبأ خطبتها على حسام ويتشاركان في شركة العائلة. بعد عقد الكتاب بيومين تتعرض نور لحادث سيارة وبرفقتها والدها مما يتسبب في فقدانها نعمة البصر وإصابة والدها بالشلل. بسبب أن حسام يحمل نفس تفكير نور فإنه يقرر تطليقها. يقرر عبد الله بجرأة عالية التقدم بخطبة نور وهي عمياء وبعد عدة جلسات بينهما تعجب به وبأخلاقه ويتم الزواج. يعود خالد إلى الكويت برفقة ابنته نها من أجل إدارة شركة والده في ظل إصابة والده وأخته ولكنه ما يلبث أن يصطدم بأبيه حيث أنهما ينتميان إلى فكرين مختلفين في إدارة الأعمال مما يتسبب في وفاة مبارك الفهيم. عند توزيع التركة يقرر الأبناء أن يحتفظوا بالشركة على أن يتولى خالد إدارتها وأن تكون القرارات حسب الأغلبية بين الأربعة وتقرر نور توكيل زوجها عبد الله لمتابعة المجريات اليومية. يستطيع عبد الله بمرور الأيام والأسابيع أن يجعل زوجته نور جزئيا ترى الأمور بشكل مختلف وأن لا تهتم بالشكل الخارجي. من خلال مراسلات فوز مع المستشفيات الأجنبية خارج الكويت تحصل على موافقة أحدهما بالقيام بعملية إعادة البصر بأمل في النجاح يبلغ 20% فقط فيقرر عبد الله طلب قرض من أحد البنوك والسفر مع زوجته إلى النمسا. في نفس الوقت يستغل خالد غياب عبد الله فيفصله عن العمل ويقوم بعدة استثمارات في قطاع العقارات في الولايات المتحدة ولكن بسبب أزمة العقارات الشهيرة يخسر ما يقارب من 300 مليون دينار مما يجعله هذا الأمر يفر هاربا عائدا إلى زوجته في الولايات المتحدة. تنجح العملية الجراحية لنور ولكنها تتلقى صدمة من شكل عبد الله ويقع صراع بين شخصيتها الأقدم عندما كانت مبصرة وبين شخصيتها القديمة عندما كانت عمياء. عندما يعودان إلى الكويت يتعرض عبد الله إلى جلطة في القلب بسبب سوء معاملة نور له الني لا تكترث لما حل به وتنشغل بأمور الشركة واستعادة وضعها السابق. يعلم حسام بنبأ استعادة نور للبصر فيذهب إليها في محاولة لإقناعها بالعودة إليه ولكنه تترفع عن دعوته مصرة على أنها لا ترغب به زوجاً ولا ترغب في خيانة زوجها. يزداد الشك لدى عبد الله في احتمال عودة زوجته نور إلى زوجها السابق حسام نظرا للمعاملة القاسية التي يلقاها منها وسكنهما في منزلين مختلفين ومقابلتها لحسام وباقة الورود التي أرسلها لها عقب شفائها والمكالمات الهاتفية. بسبب فصله من العمل تتراكم عليه أقساط القرض وتنقطع عنه خدمة الهاتف بسبب عدم سداده للفواتير في الفترة الماضية بالإضافة إلى أنه صرف كل ما لديه على رحلة علاج زوجته نور فيذهب إلى المحامية بشاير صديقة نور لبث همومه لديها ولكن نور تسيطر عليها مشاعر الغيرة فجأة وتلاحق زوجها وتضبطه في غرفة الاجتماعات منفردا مع صديقتها فتثير الفضيحة حسب وجهة نظرها ولكن عبد الله يقرر تطليقها طلقة واحدة فورا. تذهب نور إلى يخت حسام من أجل التفاوض حول فض الشركة التي بينهما ولكنه يغتصبها ويصورها من أجل ابتزازها. تعود نور إلى المنزل الذي يقيم فيه زوجها عبد الله الذي يحملها إلى المستشفى ويكتشف أنها كانت حامل وتم إجهاضها. بعد خروجه من المستشفى تقبض الشرطة على عبد الله لعدم سدادها الأقساط ويودع السجن ولكن يتقدم شهاب وأختيه وبشاير للنيابة العامة لتسديد القرض. عند خروجه من السجن تعود إليه نور وهي نادمة أشد الندم على ما فعلته به من جهود ونكران للجميل وتستعيد شخصيتها الطيبة عندما كانت عمياء والتي زرعها فيها عبد الله ولكنه يقرر عدم الرجوع إليها والزواج من صديقتها المحامية بشاير.

## الشخصيات
| الممثلة(ة)          | الشخصية        | التفاصيل |
| أحمد الصالح         | مبارك الفهيم   | رجل أعمال كبير وفي نفس الوقت لم تغره الأموال والنفوذ فهو متواضع وشديد القرب من رفيق دربه المدير المالي بالشركة بومحمد. يتعرض لحادث سيارة برفقته ابنته ويتعرض للشلل. يقرر أن يوكل مهامه إلى ابنه الأكبر خالد فور عودته إلى الكويت ويصطدمان ببعض ويتوفى بعدها. |
| عبد العزيز المسلم   | عبد الله سالم  | مهندس في وزارة الأشغال وينتمي إلى أسرة فقيرة ويتميز بالأخلاق الطيبة ويساعد الجميع وممتفرغ لتربية أختيه ومساعدتهما في حياتهما اليومية. يعجب بنور ويتزوجها وهي عمياء وعندما يمول عملية استعادتها البصر تجافيه وتحدث المشاكل ويطلقها ويتزوج من صديقتها المحامية بشاير. |
| زينة كرم            | نور الفهيم     | نور الابنة الصغرى والمدللة لوالدها مبارك الفهيم وتتميز بالغرور والتكبر حيث تتلقى صدمتها بعماها أولا ثم طلاقها من زوجها حسام ثانيا ولكنها تقبل الزواج من عبد الله الذي يستطيع التأثير عليها كثيرا في تغيير شخصيتها والتواضع أكثر ولكن بعد نجاح عمليتها واستعادة البصر تجافي عبد الله وتسيئ معاملته وتعيش في صراع بين شخصيتها الأقدم والقديمة بين الكبر والتواضع وبسبب اغتصاب حسام لها تعود رشدها ولكن عبد الله يرفضها. |
| جاسم النبهان        | بومحمد         | المدير المالي في شركة مبارك الفهيم وصديقه الأقرب له على الرغم من فقره. يطرده خالد من الشركة ولكنه يعود إليها بعد ذلك للمساعدة في استعادة أوضاعها. |
| حسين المنصور        | بدر            | زوجة حصة الفقير الذي تزوجها عن حب. يتفرغ في البداية بالكامل للعمل في شركة قتيبة صباحا وعمله الخاص مساء مما يجعله يهمله بيته ولكنه يقرر الاستقالة من عمله الصباحي والاكتفاء بالعمل المسائي فيستعيد علاقته الممتازة بأسرته. |
| عبد العزيز الحداد   | خالد           | الابن الأكبر لمبارك الفهيم والمقيم في الولايات المتحدة والذي يؤمن بالعقلية الغربية في إدارة الأعمال. عند عودته إلى الكويت لإدارة شركة والده بعد إصابته بالشلل يصطدم معه ويتوفى والده نتيجة لذلك ويقوم بعدها بالاستثمار في قطاع العقارات بالولايات المتحدة مما يؤدي إلى خسارة الشركة 300 مليون دينار في أزمة العقارات الشهيرة ويهرب إلى الولايات المتحدة.                                                              |
| منى شداد            |                | أخت عبد الله المتزوجة من السكير عبد الإمام والتني تعاني منه كثيرا. تتعدل أمورها كثيرا عندما تقرر افتتاح مطعم. |
| إيمان القصيبي       | المحامية بشاير | صديقة نور وتعمل محامية. تقع إلى جانب عبد الله في محنه وتعشقه حتى من دون الافصاح له ولكن في النهاية تصارحه بهذا الأمر ويتزوجها عبد الله. |
| شهاب جوهر           |                | ابن مبارك الفهيم الذي يعمل طبيبا في أحد المستشفيات الحكومية من أجل مساعدة الفقراء. يتزوج من فوز وينجب منها ولد اسمه خالد. |
| سلمى سالم           | حصة            | ابنة مبارك الفهيم وزوجة بدر التي تقرر الاستقالة من شركة والدها والتفرغ لأعمال المنزل. دائما التذمر من سلوكيات الأبناء وانشغال زوجها وعندما يقرر زوجها الاستقالة من عمله تقرر هي العمل في شركة العائلة من أجل انقاذها من خسائرها. |
| منصور المنصور       | بوقتيبة        | رجل أعمال مشهور. يحاول الضغط على صديقه مبارك باقناع ابنته نور في قبول الزواج من ابنه قتيبة ولكنه يفشل. |
| عبد الإمام عبد الله |                | زوج منى السكير الذي لا يهتم في الصرف على منزله ولديه زوجة ثانية أجنبية بالسر. عندما تتحسن الأمور المادية لدى زوجته يقرر الابتعاد عن معاقرة الخمر والاهتمام ببيته وزوجته وأولاده. |
| لطيفة المجرن        | أم نها         | عمة حسام شملان التي كانت تمني النفس باتمام زواج ابنتها بابن أخيها حسام ولكنها تصطدم برفض حسام وزواجه من نور فتقرر ترتيب زواج ابنتها من قتيبة وهو ما تنجح فيه. |
| محمد حسن الدهلاوي   | شملان          | رجل أعمال صغير ووالد حسام. |
| شوق                 | فوز            | أخت عبد الله الصغرى وتعمل طبيبة وتتميز بالواقعية في تحليل الأمور. تقبل الزواج من شهاب وتنجب منه ولد. |
| محمد الوادي         | حسام شملان     | رجل أعمال صغير ويتمتع بالوسامة على الرغم من سوء خلقه. يتزوج من نور ولكنه يطلقها بعد يومين بسبب فقدانها للبصر. |
| عمر اليعقوب         | ياسر           | زميل عبد الله في عمله بوزارة الأشغال. يستطيع قتيبة رشوته ولكنه في نهاية يتم اكتشاف الأمر ويودع السجن. |
| إسماعيل الراشد      |                | مدير شهاب وشوق في عملهما بالمستشفى. |
| نادية العاصي        | نادية          | زميلة شوق وشهاب في المستشفى التي تسعى أولا إلى الزواج من شهاب وعندما تفشل تحاول أن تتزوج من خالد ولكن محاولتها تبوء بالفشل. |
| فاطمة سالم          | نها            | ابنة عمة حسام شملان اللذان يحبان بعضهما البعض منذ الصغر ولكنه يتركها للزواج من نور فتقرر قبول عرض قتيبة للزواج منها. |
| بدر الشعيبي         |                | الابن الأكبر لمنى. يعاني من اهمال والده ولكن اهتمام خاله عبد الله به يجعل يواصل نجاحه بالمدرسة. |
| خالد بوصخر          | ناصر           | الابن الأكبر لبدر وحصة والذي يهمل في دراسته ولا يتخرج من المدرسة الثانوية على الرغم من تخطيه سن العشرين. عندما يقع في حب ابنة خاله يقرر التركيز في دراسته والعمل مساء في شركة جده. |
| ناصر الجزاف         | قتيبة          | رجل أعمال شرير. يتقدم بالزواج من نور ولكنها ترفضه فيقرر الزواج من نها ويحيك المؤامرات لشركة الفهيم. |
| هايدي ناجي          |                | ابنة بدر وحصة. |
| رندا دياب           |                | ابنة خالد التي تقع في حب ابن عمتها ناصر. |
| جولي فييني          | سيلفيا         | زوجة خالد الأمريكية. |
| سالم المسلم         |                | الابن الأصغر لمنى. |

## فريق العمل
| - كلمات المقدمة: سامي العلي - ألحان المقدمة: دعيج الخليفة الصباح - غناء المقدمة: عصام كمال - دعاء - الموسيقى التصويرية والمكساج: جاسم الخلف - مدير التصوير: محسن عبد الله - مهندس الإضاءة: فارس شحادة - مهندس الصوت: باسل العيد - ماكيير: سيد راشد عبد الوالي - مصممة الأزياء: تماضر المسعودي - تنفيذ الحركات الخطرة: فاضل أسد | - مونتاج: نبيل أبوبكر - التصوير والمونتاج: حسن سراب - مدير إدارة الإنتاج: أحمد عبد الله - متابعة وتنسيق: هشام ماجد أحمد - مدير عام إدارة الإنتاج التلفزيوني: عادل المسلم - مدير إدارة التسويق والتوزيع الخارجي: محمد علي دشتي - مساعد المخرج: رؤوف الضبع - المخرج المنفذ: بسام دحدل - المنتج الفني: عبد العزيز المسلم - المخرج: البيلي أحمد |

## ردود الفعل
قال عبد العزيز المسلم أن المسلسل لاقى نال استحسان الجمهور الخليجي والعربي. قال زينة كرم أن المسلسل وجد صدى طيبا وتعتقد أنه سيكون له صدى أقوى عندما يعرض على قناة إم بي سي بالإضافة إلى أن الجمهور قرر تلقيبها بنور الكويت. كما ذكرت لجريدة القبس أنه اتصل بها شخص وقال لها أن والدته كانت عمياء لكنها رغم ذلك تابعت العمل وتفاعلت معه وبيّن أنها ذكّرته بوالدته خلال الدور الذي جسدته. أشار صحفي جريدة الرأي العام مفرح حجاب أن شخصية نادية حققت نجاحا. قال خالد بوصخر أن دوره في المسلسل وجد ردود فعل كبيرة بين جمهوره.
انتقد صحفي جريدة القبس حافظ الشمري علاقة نور وعبد الله التي رسمت علاقة زوجية يحتذى بها وربما تكون أقرب إلى الخيال لكون الزوج أصبح لها مثل العين التي ترى وكان يطعمها بنفسه ويسهر على راحتها ويسافر برفقتها من أجل إيجاد علاج لها إلى جانب جولاته السياحية برفقتها رغم ظروفه المادية لكن المسلسل قدم صورا من التضحية والوفاء والعاطفة بين الزوجين. بينما انتقد الصحفي الذي يستخدم لقب أبوطبيلة في نفس الجريدة أداء زينة كرم معتبرا أن دورها يتوجب أن يطويه النسيان. اعتبر الصحفي فادي عبد الله في جريدة الجريدة أن المسلسل ناجح. ذكر فالح العنزي الصحفي في جريدة السياسة أن عودة نور إلى زوجها الأول حسام على الرغم من أنها في عصمة زوجها الثاني عبد الله جلب بعض التذمر.
طلبت قنوات من المكسيك وتركيا دبلجة المسلسل باللغة الإنكليزية والتركية بعدما لفت الانتباه خلال مهرجان كان.